# 6779 Perrine
6779 Perrine este un asteroid din centura principală de asteroizi.

## Descriere
6779 Perrine este un asteroid din centura principală de asteroizi. A fost descoperit pe 20 februarie 1990 la Observatorul Kleť de Antonín Mrkos. Asteroidul prezintă o orbită caracterizată de o semiaxă mare de 2,26 ua, o excentricitate de 0,11 și o înclinație de 1,8° în raport cu ecliptica.